# Scenă postgeneric
O scenă postgeneric este un teaser care este afișat la finalul unui film, serial TV sau joc video, după generic. Este de obicei inclus să recompenseze rădbarea audienței pentru a urmări genericul; poate fi o scenă comică sau una care pune la punct o continuare.
Uneori, una sau mai multe scene sunt, de asemenea, introduse parțial prin genericul de la sfârșitul filmului, de obicei, în scopul de a menține atenția publicului, astfel încât spectatorii să nu fie nevoiți să aștepte ca întreg genericul să se termine pentru un teaser.